# Luis Muriel y López
Luis Muriel y López (Madrid, c. 1855-Madrid, 1919) fue un pintor y escenógrafo español.

## Biografía
Nacido en Madrid hacia mediados de la década de 1850, fue discípulo de Carlos de Haes y de la Escuela Especial de Pintura, Escultura y Grabado. En la Exposición Nacional de Bellas Artes celebrada en 1876 presentó tres paisajes y el cuadro representando El encuentro de Don Quijote con los molinos de viento; en la de 1878 expuso Un día de invierno (recuerdo del Canal) y Costa cantábrica. En el mismo año pintó para el regalo de boda del rey un cuadro al óleo titulado Viva el Rey.
Consagrado después al género escenográfico, auxilió a su padre Luis Muriel y Amador en muchos de sus trabajos, habiendo ejecutado después por sí solo para el teatro de la Zarzuela las decoraciones de La Guerra Santa, El rosal de la belleza, El cepillo de las ánimas y El Corpus de sangre; para el de la Comedia El hijo de la nieve y Adiós Madrid; para el Circo de Price Rosa de Mar, La Mascota, Pizarro ó la conquista del Perú, Los mosqueteros grises y Los hijos de Madrid, así como el techo y telón de embocadura; para el Circo del Príncipe Alfonso las de Periquito, Los polvos de la madre Celestina y La estrella de un chino; para el Español En el seno de la muerte; para Martín Madrid y sus afueras y para el teatro de los Jardines del Retiro ¡Adiós, mundo amargo!. También realizó decorados para De Madrid a París. Falleció en Madrid el 15 de marzo de 1919. Fue padre de Luis Muriel Castellanos.